# Hongkongön

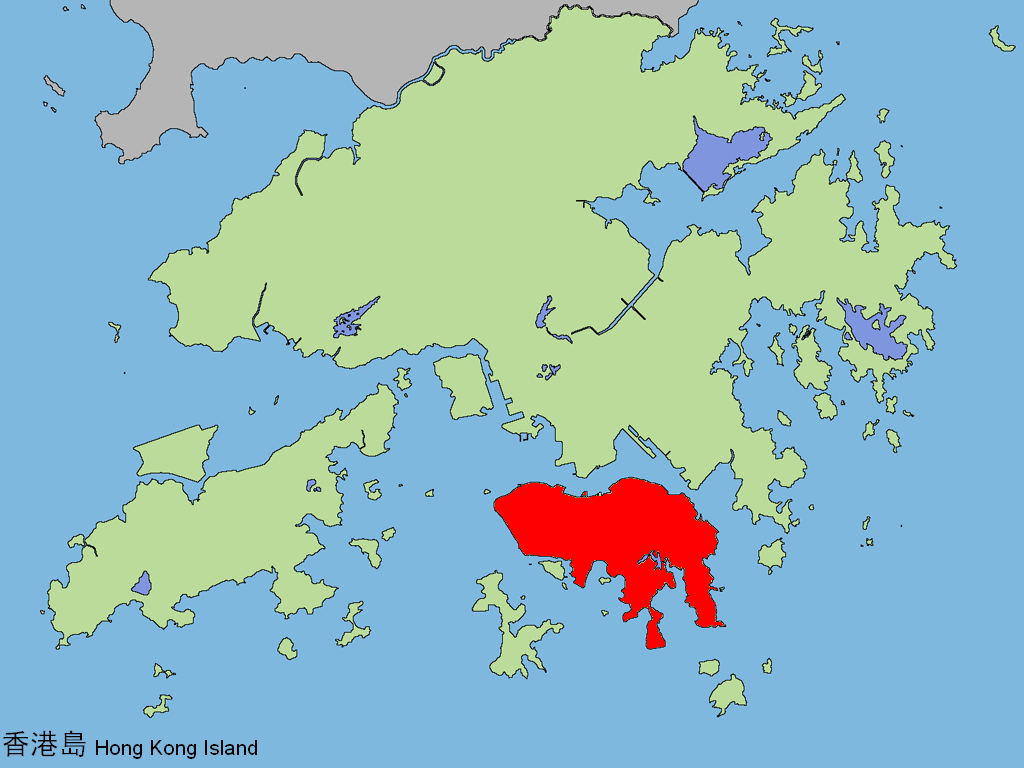
Hongkongön rödmarkerad på en karta över den särskilda administrativa regionen Hongkong

Hongkongön (香港島) är en ö i den södra delen av Hongkong i Kina, och är ett av Hongkongs tre huvudområden (de andra är Kowloon och Nya territorierna). Ön har 1 268 112 invånare, och 2006 var dess befolkningstäthet 15 915 invånare per kvadratkilometer. Ön annekterades av britterna under tidiga 1840-talet, och staden Victoria City grundades inom kort. Den centrala delen av ön är Hongkongs historiska, politiska och ekonomiska centrum. Öns norra kust utgör Victoriahamnen.
På ön finns många av Hongkongs största sevärdheter, såsom Victoria Peak, Ocean Park, flera historiska platser och stora shoppingcentra. Bergskedjorna längs med ön är också populära vandringsleder.
Norra delen av Hongkongön utgör, tillsammans med Kowloon, Hongkongs huvudsakliga stadsområde. De har en sammanlagd yta på 88,3 kvadratkilometer och en befolkning på 3 156 500 invånare, vilket ger en befolkningstäthet på 37 700 invånare per kvadratkilometer.

## Administrativ indelning
Ön är indelad i distrikt:
- Centrala och västra distriktet
- Östra distriktet
- Södra distriktet
- Wan Chai

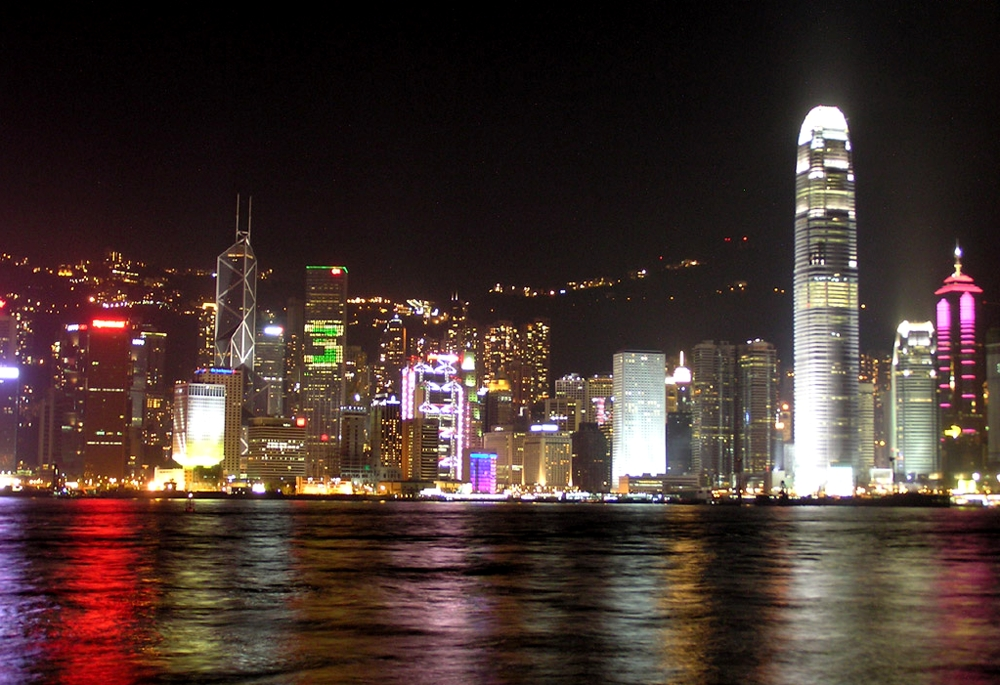
Ösidan sedd från Kowloon-sidan – mittemot Viktoriahamnen

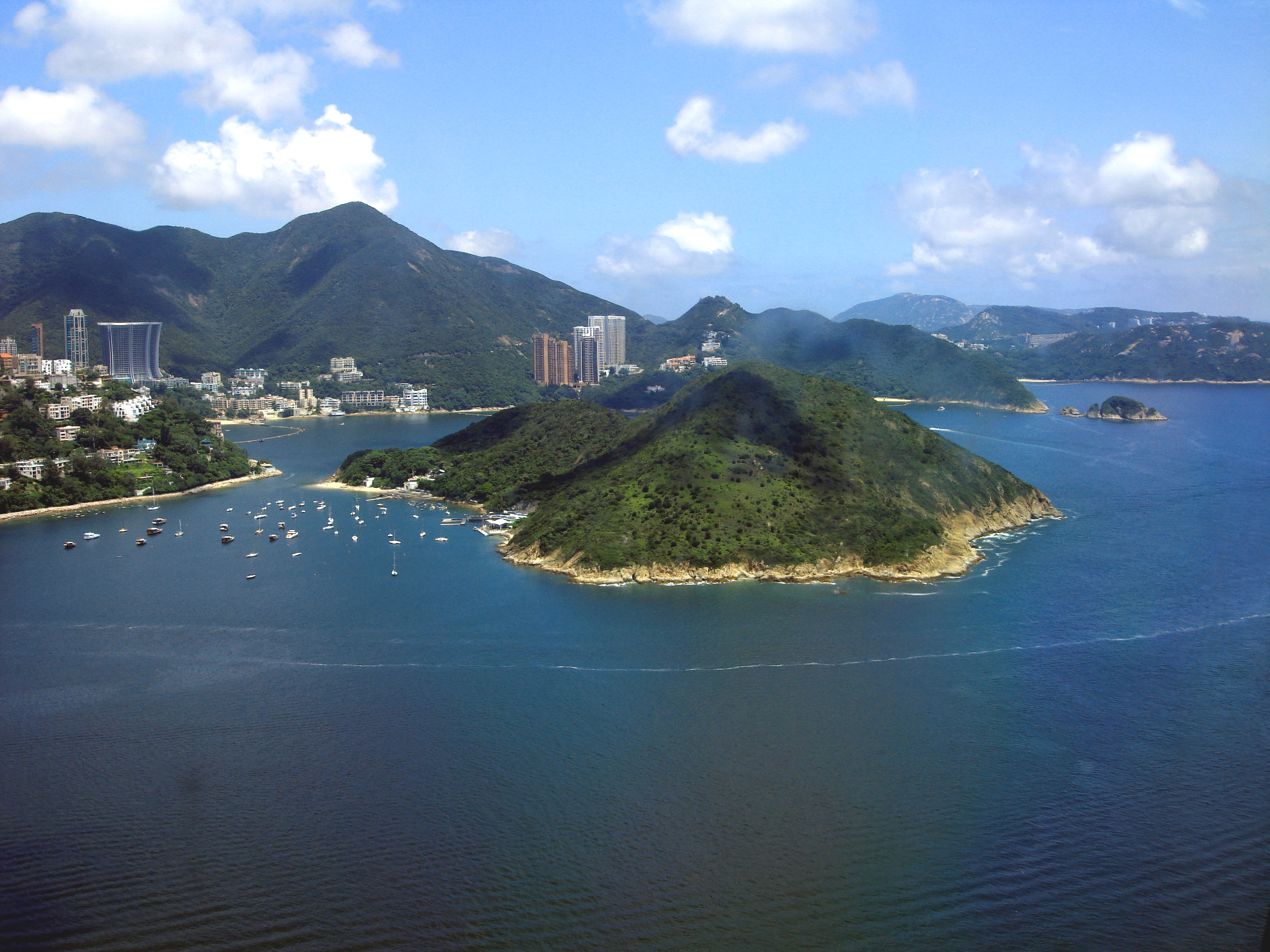
Middle island i förgrunden och Repulse Bay i bakgrunden sedda från Ocean Parks linbana (i Södra distriktet)

Anmärkning: Hongkongön är inte del av Islands District.

## Historia
Hongkongön utsattes för militär ockupation första gången 20 januari 1841 av den brittiska flottan under kaptenen Charles Elliot. Den kallades för "den karga klippan". Flottan steg iland vid Possession Point. I och med fördraget i Nanking överläts ön formellt till Förenade konungariket Storbritannien och Irland 1842.
Andra världskriget var en mörk period för Hongkong. Britter, kanadensare, indier och Honkongs frivilliga försvarsstyrka besvarade den japanska invasionen ledd av Sakai Takashi, som började 8 december 1941, åtta timmar efter anfallet mot Pearl Harbor. Japanerna lyckades emellertid ta kontrollen över Hongkongs luftrum under anfallets första dag, då de var överlägsna försvarets styrkor till antal. Britterna och indierna retirerade från Gindrickar-linjen och följaktligen från Kowloon under de tunga flygbombningarna och myckna artilleribeskjutningen. Våldsamma strider emellan japaner och kanadensare fortsatte på Honkongön, vilket ledde till att Honkongs enda reservoar gick förlorad. De kanadensiska Winnipeg-grenadjärerna kämpade vid den viktiga Wong Nai Chong-klyftan och lyckades säkerställa passagen mellan de centrala och de isolerade södra delarna av ön. Dock blev segern icke långvarig.
Hongkong föll 25 december 1941, av Hongkong-borna kallad ”den svarta julen”. Hongkongs guvernör, Mark Young, kapitulerade personligen vid japanernas tillfälliga högkvarter, på Peninsula Hotels tredje våning. Isogai Rensuke blev Japans förste guvernör över Hongkong. Hyperinflation och matransonering följde, och japanerna förbjöd hongkongdollar. Till yttermera visso våldtogs 10 000 kvinnor under de första dagarna efter att Hongkong hade intagits och många förmodade dissidenter avrättades. Japanerna inskränkte ransonerna för civilbefolkningen till konserver för soldater, vanligen på svältnivå. Mången tvångsförflyttades till svält- och sjukdomshärjade delar av fastlandet. När Japan kapitulerade för Förenta staterna 14 augusti 1945, hade Hongkongs befolkning minskat till 600 000 invånare – mindre än hälften av de 1,6 miljoner som hade utgjort befolkningen före kriget.

## Geografi
Hongkongön är den näst största ön i territoriet (den största är Lantauön). Ön har en yta på 80,4 kvadratkilomter, vilket utgör omkring sju procent av Hongkongs totala yta. Den är skild ifrån fastlandet av Victoriahamnen.

## Demografi
Öns befolkning utgjordes år 2000 av 1 367 900 invånare, vilket är ungefär nitton procent av hela Hongkongs befolkning. Norra delen av ön är betydligt mycket mer tätbefolkad än den södra.

## Allmänna kommunikationer
Linjen the Island Line i Hongkongs tunnelbana går uteslutande på HongKongön, från väster till öster, längs den norra kusten. Den västra delen av ön nåddes tidigare inte av spårvägen. Regeringen och MTR planerade tillsammans fram en förlängning av the Island Line fram till Kennedy Town, på västra änden av ön. Arbetet med förlängningen planerades att starta under 2008, och linjens öppnande var planlagt till 2012.